# Jamie Walters
Jamie Walters (cuyo nombre completo es James Leland Walters Jr., n. 13 de junio de 1969 en Boston, Massachusetts) es un actor, cantante, bombero y productor estadounidense, se hizo famoso por su papel en Beverly Hills 90210 y The Heights y su single de éxito que fue número uno en las listas musicales es "How Do You Talk to an Angel".

## Carrera
Walters nació en Boston, Massachusetts y creció en Marblehead, Massachusetts. Después de graduarse de la escuela secundaria, Jamie Walters asistió a la Universidad de Nueva York y estudió cine durante dos años y luego estudió interpretación en "El Espacio de Actores" de la Ciudad de Nueva York.
Mientras asistía a la universidad, fue descubierto en un banco por un agente de actores que le ofreció trabajar en tres cortes comerciales de alto perfil para "501 Jeans Levi". Luego se mudó a Los Ángeles para continuar con su carrera en la actuación y su trayectoria musical. Participó en una película titulada General Hospital. Su debut en el cine se produjo en 1991 con la película titulada ¡Grita!, junto con John Travolta, Heather Graham y Gwyneth Paltrow. Walters escribió y compuso una canción titulada "Rockin 'el Ratón", para la banda sonora de la película "¡Grita!".
En 1992, Aaron Spelling lanzó a Jamie como protagonista en una serie titulada "Fox The Heights", en la que también interpretó un tema musical titulado "How Do You Talk to an Angel". Este tema alcanzó el puesto nº 1 en el "Billboard Hot 100", el 14 de noviembre de 1992, luego se unió a Boyz II, para interpretar otra canción titulada "End of the Road", posicionándose en el primer lugar. También fue nominado para un premio Emmy por su "Logro Individual y Sobresaliente de Música y Letra" (El premio fue otorgado a Liza Minnelli). El programa fue cancelado por Fox, pero luego continuó con su carrera musical cuando Jamie firmó contrato con el sello "Atlantic Records" para la grabación.
En 1994, alcanza la popularidad, una vez más de la mano de Aaron Spelling en la serie Beverly Hills, 90210 (Sensación de vivir), interpretando al músico Ray Pruitt, novio de Donna.

## Miembro de bandas musicales
- Leland Sklar - bajo guitarra
- Russ Kunkel - Baterías
- Gary Mallaber - Baterías
- Michael Landau - guitarra
- Reb Beach - guitarra
- Zachary Throne - guitarra y coros

## Artistas favoritos e influencias
Tom Petty, Jimi Hendrix, The Black Crowes, Matthew Sweet, Steve Miller Band, John Lee Hooker, Bruce Springsteen y Counting Crows entre otros.
En 1995, él dijo que sus canciones favoritas eran American Girl de Tom Petty y Take the Money and Run de Steve Miller Band.
Sus actores favoritos son Nicolas Cage, Sean Penn, Robert De Niro y Gary Oldman entre otros.

## Filmografía

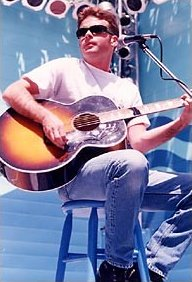
Walters en un Six Flags en 1996

| Año  | Título             | Personaje       | Notas    |
| ---- | ------------------ | --------------- | -------- |
| 1990 | Everyday Heroes    | Erik Linderman  | TV Movie |
| 1991 | Bed & Breakfast    | Mitch           |          |
| 1991 | Shout              | Jesse Tucker    |          |
| 1994 | Vanishing Son II   | Reggie Valmont  | TV Movie |
| 1994 | Vanishing Son IV   | Reggie Valmont  | TV Movie |
| 1995 | Burnzy's Last Call | Shannon         |          |
| 1996 | God's Lonely Man   | Hustler         |          |
| 2000 | The Mumbo Jumbo    | Thomas Doubting |          |

| Año       | Título               | Papel                          | Notas                                                                       |
| --------- | -------------------- | ------------------------------ | --------------------------------------------------------------------------- |
| 1989 1992 | Quantum Leap         | Young Max Al 'Bingo' Calavicci | Episodio: "Genesis: Parte 1" Episodio: "A Leap for Lisa"                    |
| 1991-1992 | The Young Riders     | Frank James                    | Episodio: "The Initiation" Episodios: "'Til Death Do Us Part: Partes 1 y 2" |
| 1992      | The Heights          | Alex O'Brien                   |                                                                             |
| 1994-1996 | Beverly Hills, 90210 | Ray Pruit                      |                                                                             |
| 1999      | To Serve and Protect | Jeremy                         | 2 episodios                                                                 |
| 2001      | Dead Last            | Vance Harmon                   | Episodio: "To Live and Amulet Die"                                          |

## Discografía

### Álbumes de estudio
- Jamie Walters (1994)
- Ride (1997)
- Believed (2002)

### Sencillos
| 1994                  | "Hold On"                 | 18 | 9 | 83 | 41 | 7 | 3 | 2 | 16 | Jamie Walters |
| 1995                  | "Why"                     | —  | — | —  | —  | — | — | — | —  | Jamie Walters |
| 1995                  | "Perfect World"           | —  | — | —  | —  | — | — | — | —  | Jamie Walters |
| 1996                  | "I'd Do Anything for You" | —  | — | —  | —  | — | — | — | —  | Ride          |
| 1996                  | "Reckless"                | —  | — | —  | —  | — | — | — | —  | Ride          |
| "—" no entró en lista |                           |    |   |    |    |   |   |   |    |               |